# 신정초등학교 (울산)
신정초등학교는 대한민국 울산광역시 남구 신정동에 있는 초등학교다.

## 학교 연혁
- 1976. 03. 12. 신정초등학교 개교(13학급)
- 2003. 03. 01. 특수학급 조직
- 2012. 02. 17. 제36회 졸업 193명(총 15,367명)
- 2012. 03. 01. 31학급 편성(특수학급 2학급 포함)
- 2012. 09. 01. 제17대 김종한 교장선생님 부임
- 2012. 12. 13. 학교청렴 우수기관 표창
- 2012. 12. 31. 교원행정업무경감 우수학교 표창
- 2013. 02. 21. 제37회 졸업식 165명(누계 15,328명)
- 2013. 03. 01. 31학급 편성(특수학급 2학급 포함)
- 2013. 02. 20. 제38회 졸업식 154명(누계 15,482명)
- 2014. 03. 01. 37학급 편성(특수학급 3학급 포함)

## 참고 자료
- 울산신정초등학교 - 한국교육학술정보원 학교알리미